# Culex aureonotatus
Culex aureonotatus är en tvåvingeart som beskrevs av Duret och Barreto 1956. Culex aureonotatus ingår i släktet Culex och familjen stickmyggor. Inga underarter finns listade i Catalogue of Life.